# خط شپرتون برانچ
خط شپرتون برانچ (به انگلیسی: Shepperton Branch Line) یکی از خطوط راه‌آهن در کشور انگلستان است.
این خط از شهر کینگستون اوپون تیمز شروع شده و در شهر شپرتون به پایان می‌رسد.